# دليار دجامبيف
دليار دجامبيف رجل أعمال وممثل اعلامي لحزب التحرير في قيرغيزستان.
حصل على رخصة لافتتاح قناة تلفازية ثقافية واجتماعية اختار لها اسم الفكر وقد أجرى استطلاعا للرأي لمعرفة البرامج التي يفضلها المشاهدون ووجد أن الأغلبية منهم يرغبون في برامج تتحدث عن الأمن وتحديدًا عن الشريعة، لذا خَطا تلك الخطوة لكن لم يستمر بث القناة سوى ثلاثة أيام حيث تم اغلاقها بقرار من جهاز المخابرات.